# Piedraia hortae
Piedraia hortae är en svampart som beskrevs av Fonseca & Leão 1928. Piedraia hortae ingår i släktet Piedraia och familjen Piedraiaceae.   Inga underarter finns listade i Catalogue of Life.